# 布萊斯鎮區 (阿肯色州布恩縣)
布萊斯鎮區（英語：Blythe Township）是位於美國阿肯色州布恩縣的一個行政鎮區。

## 地方資料
根據2010年美國人口普查的數據，布萊斯鎮區的面積為30.71平方千米，當中陸地面積為30.57平方千米，而水域面積為0.14平方千米。當地共有人口245人，而人口密度為每平方千米7人。